# Adrien Mournet
Pour les articles homonymes, voir Mournet.
Pas d'image ? Cliquez ici

a Compétitions nationales et continentales officielles uniquement.

b Matchs officiels uniquement.
Adrien Mournet, né le 5 juillet 1953, est un joueur français de rugby à XV qui évolue au poste de demi de mêlée.

## Biographie
Il fut le demi de mêlée de la génération dorée du Stade bagnérais de la fin des années 1970 et du début des années 1980.

## Clubs successifs
- 1975-198? Stade bagnérais

## Palmarès
Avec le Stade bagnérais
- Championnat de France de première division :
  - Vice-champion (2) : 1979 et 1981[2]
- 1 sélection en équipe de France contre l’équipe d’Australie le 5 juillet 1981[3].